# Apollonias barbujana
Apollonias barbujana is een groenblijvende boom uit de laurierfamilie (Lauraceae). De soort is endemisch in Macaronesië, waar deze voorkomt op de Canarische Eilanden, Madeira en de Azoren.
De boom is een belangrijke component van het inheemse laurierbos of laurisilva. Hij is bekend om zijn donker hout, Canarisch ebbenhout genaamd.

## Naamgeving enetymologie
- Synoniemen: Apollonias canariensis (Willd.) Nees 1836, Laurus barbujana Cav. 1801, Laurus barbusano Hochst. ex Webb & Berth. 1836, Laurus barbusana Lowe 1831, Laurus canariensis Willd. 1809, non Webb & Berth. 1836
- Engels: Canary Laurel
- Spaans: Barbusano

De geslachtsnaam Apollonias is een verwijzing naar de Griekse god Apollon, die wordt geassocieerd met schoonheid. De soortaanduiding barbujana is een latinisering van de Canarische naam barbusano.

## Kenmerken
Apollonias barbujana is een groenblijvende boom, tot 25 m hoog. De schors is aanvankelijk glad maar wordt bij het ouder worden ruw en heeft een grijsbruine kleur. Het hout is donker en hard. De bladeren zijn tot 15 cm lang, aan de bovenzijde glanzend groen, leerachtig, ovaal tot lancetvormig, met een smalle, doorzichtige bladrand. De onderzijde is voorzien van klierharen, die bij aanraking een geur afgeven.
De bloemen zijn bleekgeel en zwak geurend, en staan in trossen in de vorken en aan het einde van de takken.
De vruchten zijn tot 1,5 cm grote bessen, die aanvankelijk donkergroen en bij rijpheid bruinzwart worden.
De plant bloeit van juni tot augustus.

## Habitat en verspreiding
Apollonias barbujana is endemisch in Macaronesië, waar deze voorkomt op de Canarische Eilanden, Madeira en de Azoren.
De boom komt voor in subtropische bossen met een hoge relatieve luchtvochtigheid. Hij is kenmerkend voor en abundant in het Canarische en Madeira-laurierbos (laurisilva) en komt daar voor in het gezelschap van Laurus novocanariensis, Laurus azorica, Persea indica en Ocotea foetens.

## Toepassingen
Het hout staat bekend als Canarisch ebbenhout en wordt op prijs gesteld in de meubelmakerij.